# Auzebosc
Auzebosc és un municipi francès situat al departament del Sena Marítim i a la regió de Normandia. L'any 2007 tenia 1.015 habitants.

## Demografia

### Població
El 2007 la població de fet d'Auzebosc era de 1.015 persones. Hi havia 298 famílies de les quals 52 eren unipersonals (16 homes vivint sols i 36 dones vivint soles), 93 parelles sense fills, 125 parelles amb fills i 28 famílies monoparentals amb fills.
La població ha evolucionat segons el següent gràfic:
Habitants censats

### Habitatges
El 2007 hi havia 305 habitatges, 297 eren l'habitatge principal de la família i 8 estaven desocupats. 296 eren cases i 9 eren apartaments. Dels 297 habitatges principals, 212 estaven ocupats pels seus propietaris, 73 estaven llogats i ocupats pels llogaters i 11 estaven cedits a títol gratuït; 7 tenien una cambra, 11 en tenien dues, 34 en tenien tres, 93 en tenien quatre i 152 en tenien cinc o més. 243 habitatges disposaven pel capbaix d'una plaça de pàrquing. A 108 habitatges hi havia un automòbil i a 167 n'hi havia dos o més.

### Piràmide de població
La piràmide de població per edats i sexe el 2009 era:
| Homes | Edats   | Dones |
| ----- | ------- | ----- |
| 0     | 95 o +  | 0     |
| 0     | 90 a 94 | 0     |
| 4     | 85 a 89 | 4     |
| 0     | 80 a 84 | 0     |
| 8     | 75 a 79 | 8     |
| 16    | 70 a 74 | 16    |
| 24    | 65 a 69 | 24    |
| 8     | 60 a 64 | 12    |
| 8     | 55 a 59 | 4     |
| 32    | 50 a 54 | 16    |
| 44    | 45 a 49 | 44    |
| 24    | 40 a 44 | 48    |
| 36    | 35 a 39 | 24    |
| 36    | 30 a 34 | 24    |
| 20    | 25 a 29 | 16    |
| 68    | 20 a 24 | 100   |
| 52    | 15 a 19 | 36    |
| 36    | 10 a 14 | 36    |
| 28    | 5 a 9   | 40    |
| 16    | 0 a 4   | 20    |

## Economia
El 2007 la població en edat de treballar era de 780 persones, 540 eren actives i 240 eren inactives. De les 540 persones actives 516 estaven ocupades (248 homes i 268 dones) i 24 estaven aturades (12 homes i 12 dones). De les 240 persones inactives 60 estaven jubilades, 152 estaven estudiant i 28 estaven classificades com a «altres inactius».

### Ingressos
El 2009 a Auzebosc hi havia 300 unitats fiscals que integraven 794 persones, la mediana anual d'ingressos fiscals per persona era de 19.897 €.

### Activitats econòmiques
Dels 18 establiments que hi havia el 2007, 2 eren d'empreses de fabricació d'altres productes industrials, 5 d'empreses de construcció, 5 d'empreses de comerç i reparació d'automòbils, 1 d'una empresa d'hostatgeria i restauració, 1 d'una empresa financera, 2 d'empreses de serveis i 2 d'empreses classificades com a «altres activitats de serveis».
Dels 6 establiments de servei als particulars que hi havia el 2009, 1 era un taller de reparació d'automòbils i de material agrícola, 1 paleta, 1 guixaire pintor, 1 lampisteria, 1 electricista i 1 perruqueria.
L'any 2000 a Auzebosc hi havia 18 explotacions agrícoles que ocupaven un total de 704 hectàrees.

## Equipaments sanitaris i escolars
El 2009 hi havia una escola elemental.

## Poblacions més properes
El següent diagrama mostra les poblacions més properes.